# NGC 1326A
NGC 1326A је спирална галаксија у сазвежђу Пећ која се налази на NGC листи објеката дубоког неба.
Деклинација објекта је - 36° 21' 52" а ректасцензија 3h 25m 8,5s. Привидна величина (магнитуда) објекта NGC 1326 износи 13,2 а фотографска магнитуда 13,8. NGC 1326A је још познат и под ознакама ESO 357-28, MCG -6-8-13, AM 0323-363, FCC 37, PGC 12783.